# Vojni Križ
Vojni Križ je povijesni naziv za mjesto Križ u Zagrebačkoj županiji. 
U analima iz 1577. godine "Kaštel Križ" je opisan kao manja utvrda na rubu Vojne krajine, s oko 50 hrvatskih vojnika - plaćenika, koja nije okupirana od Osmanlija. Ukidanjem Vojne krajine uskoro se mijenja i status Vojnoga Križa, pa on 1873. godine dolazi pod bansku vlast i postaje kotarsko mjesto. Nakon Drugoga svjetskog rata mjesto gubi naziv "Vojni", te se naziva Križ.